# IAAF Athens World Challenge
IAAF Athens World Challenge – mityng lekkoatletyczny rozgrywany rokrocznie na stadionie olimpijskim w Atenach. Historia imprezy sięga roku 1963, gdy odbyły się pierwsze - wówczas trzydniowe zawody. Obecnie impreza zalicza się do cyklu World Athletics Tour i posiada rangę Grand Prix. 14 czerwca 2005 roku podczas ateńskich zawodów Asafa Powell rezultatem 9,77 ustanowił nowy rekord świata w biegu na 100 metrów.